# Volkmar Röhrig
Volkmar Röhrig (* 1. September 1952 in Lützen) ist ein deutscher Schriftsteller und Hörspielautor.

## Leben
Nach dem Abitur und dem Grundwehrdienst bei der NVA war Röhrig in verschiedenen Tätigkeiten als Hilfsarbeiter am Theater und in einer Gießerei tätig. Von 1973 bis 1978 studierte er Germanistik und Kulturwissenschaft an der Karl-Marx-Universität Leipzig und schloss sein Studium mit dem Diplom ab. Bereits 1977 sendete der Rundfunk der DDR Röhrigs Kurzhörspiel Ein Tag wie ein ganzes Leben als Preisträgerstück des Wettbewerbs Momentaufnahme und engere Kontakte zum Radio entstanden. Von 1978 bis 1981 arbeitete Volkmar Röhrig als festangestellter Dramaturg und Regieassistent im Bereich Kinderhörspiel des Berliner Funkhauses Nalepastraße.
Von 1981 bis 1989 war Volkmar Röhrig als freiberuflicher Autor und Mitherausgeber des Kultur-Almanachs Leipziger Blätter tätig. 1989 Ausreise in die Bundesrepublik.  Von 1991 bis 2015 betrieb Volkmar Röhrig die Leipziger PR- und Ausstellungs-Agentur edition k. Sein schriftstellerisches Wirken hat er auf Kinder- und Jugendliteratur fokussiert.
Im November 2018 wurde Volkmar Röhrig mit dem Stern von Kitzingen geehrt, einer Auszeichnung dafür, dass er schon seit zwölf Jahren die World-Press-Photo-Ausstellung ins Kitzinger Rathaus geholt hat. Zudem agiere Röhrig seit 2012 als Herausgeber und Kolumnist des Stadtmagazins Falter.
Volkmar Röhrig ist verheiratet und lebt in der Nähe Würzburgs.

## Hörspiele
- Ein Tag wie ein ganzes Leben, Regie: Wolfgang Schonendorf, mit Herwart Grosse und Gerd Ehlers, Ursendung: 12. Mai 1977, Stimme der DDR
- Reden in der Dämmerung - Zwei Erinnerungen (zusammen mit Matthias Thalheim), Regie: Werner Buhss, mit Klaus Manchen, Kurt Böwe u. v. a., Ursendung: 22. Oktober 1985, Radio DDR I
- Die Heimat des Fußballers ist der Rasen, Regie: Barbara Plensat, mit Rolf Ludwig und Hans-Joachim Hegewald, Ursendung: 16. Oktober 1986, Berliner Rundfunk
- Der Mann aus der Siedlung nach Harry Kampling, Regie: Walter Niklaus mit Hilmar Eichhorn, Fred Delmare, Hans-Joachim Hegewald, Günter Grabbert, Peter Sodann u. v. a., Erstsendung: 23. Juli 1987, Berliner Rundfunk
- Der Anhalter, Regie: Walter Niklaus, mit Barbara Trommer, Wolf Goette, Hans-Joachim Hegewald und Bert Franzke,  Ursendung: 11. April 1991 Sachsen Radio
- Schöne Aussicht ARD Radio Tatort, Regie: Götz Fritsch, mit Hilmar Eichhorn, Nele Rosetz, Marie Gruber, Günter Junghans u. v. a., Ursendung: 17. Februar 2008, MDR Figaro

## Buchpublikationen (Auswahl)
- Lackschuh, Erzählung, in: TEMPERAMENTE - Blätter für junge Literatur, Heft 1/1980, Verlag Neues Leben, Berlin, S. 40–54 sowie Titelillustration: Bernd Rückert
- Der Freischütz. Oper von Carl Maria von Weber und Friedrich Kind. (zusammen mit Isa-Maria Roth), Illustrationen: Carl Hoffmann, Edition Peters 1987, 72 Seiten, ISBN 978-3-369-00007-2
- Die Heimat des Fußballers ist der Rasen in: Schrei der Wildgänse Hörspiele, Henschelverlag Berlin 1988, S. 71–102, ISBN 3-362-00294-3
- Biggis Nr. 1, Bertelsmann-Verlag München 1994, 223 Seiten, ISBN 978-3-570-12120-7
- Der Bär auf dem Hochsitz und andere verblüffende Tiergeschichten, Arena-Verlag 1995, 63 Seiten, ISBN 978-3-401-04586-3
- Sieg für Tommy, mit einem Vorwort von Bundestrainer Berti Vogts, Arena-Verlag 1996, 151, Seiten, ISBN 978-3-401-04478-1
- Nessie - das Geheimnis von Loch Ness, unter dem Pseudonym Julian McGregor, zum gleichnamigen Film n. d. Drehbuch v. John Fusco, Bertelsmann 1996, 158 Seiten, ISBN 978-3-570-20341-5
- Letzte Ausfahrt Paradies, Arena-Verlag 1997, 183 Seiten, ISBN 978-3-401-04696-9
- Romeos Traum, Bertelsmann-Verlag 1998, 160 Seiten, ISBN 978-3-570-12328-7
- Silbermond wird entführt Bindlach 1999, 92 Seiten, ISBN 3-7855-3483-3
- Heisses Rennen auf Asphalt Arena-Verlag 2001, 158 Seiten, ISBN 3-401-04611-X
- Biggi, Liebe auf den zweiten Blick Bertelsmann-Verlag München 2002, 213 Seiten, ISBN 978-3-570-27019-6
- Ponygeschichten, mit farbigen Bildern von Milada Krautmann, Arena-Verlag 2003, 66 Seiten, ISBN 978-3-401-08506-7
- Hexengeschichten, mit farbigen Bildern von Lila L. Leiber, Arena-Verlag 2003, 68 Seiten, ISBN 978-3-401-04876-5
- Abenteuergeschichten, mit farbigen Bildern von Gabi Selbach, Arena-Verlag 2005, 66 Seiten, ISBN 978-3-401-08708-5
- Pferdegeschichten, mit Bildern von Milada Krautmann, Arena-Verlag 2006, 66 Seiten, ISBN 978-3-401-08907-2
- Delphingeschichten, mit Fragen zum Leseverständnis und Bildern von Uli Waas, Arena-Verlag 2007, ISBN 978-3-401-09082-5
- Baumhausgeschichten, mit farbigen Bildern von Heike Wiechmann, Arena-Verlag 2009, 64 Seiten, ISBN 978-3-401-09430-4
- Safira und das Chamäleon Lucky - Prinzessinnengeschichten, mit Bilder- und Leserätseln sowie Bildern von Nina Dulleck, Arena-Verlag 2012, 40 Seiten, ISBN 978-3-401-09911-8
- Zwei Helden wie Pepe und Peppino - lustige Abenteuergeschichten, mit Bilder- und Leserätseln sowie Bildern von Kai Pannen, Arena-Verlag 2013, 37 Seiten, ISBN 978-3-401-70232-2
- Tor für Ben! Spannende Fußballgeschichten, mit Bildern von Kai Pannen, Arena-Verlag 2014, 48 Seiten, ISBN 978-3-401-70424-1
- Anna rettet das Zauberland: magische Ponygeschichten, mit farbigen Bildern von Sonja Egger, Arena-Verlag 2014, ISBN 978-3-401-70249-0
- Bens großes Spiel: lustige Fußballgeschichten, mit farbigen Bildern von Kai Pannen, Arena-Verlag 2016, ISBN 978-3-401-70854-6
- Die besten Pferdegeschichten für Erstleser: Von echten Pferdefreunden und dem Glück auf vier Hufen, Illustrationen: Milada Krautmann, Arena-Verlag 2018, ISBN

## Hörbücher
- Biggis Nr. 1 (CD) Hoerwerk Leipzig 2005, ISBN 978-3-86189-917-4
- Hugo Hase wird Weihnachtsmann (CD) mit Anja Kling, Gerit Kling und Arno Köster, Hoerwerk Leipzig 2002, ISBN 3-86189-918-3
- Hugo Hase wird Detektiv (CD) mit Fred Delmare, Hoerwerk Leipzig 2003, ISBN 978-3-935185-21-9
- Der Bär auf dem Hochsitz - Tiergeschichten (CD) mit Fred Delmare, Axel Thielmann und Arno Köster Hoerwerk Leipzig 2005, ISBN 978-3-86189-909-9
- Schöne Aussicht ARD Radio Tatort, Regie: Götz Fritsch, MDR Figaro/ Der Hörverlag 2008, ISBN 978-3-86717-264-6
- Verbrechen made in germany darin: Schöne Aussicht ARD Radio Tatort, Regie: Götz Fritsch, Der Hörverlag 2010, ISBN 978-3-86717-264-6
- Superstarke Fußballgeschichten (zusammen mit Patricia Schröder, Ulli Schubert und Sibylle Rieckhoff) mit Benedikt Weber, Der Hörverlag 2014, ISBN 978-3-8445-1425-4